# Манхэттен (фильм)
«Манхэттен» (англ. Manhattan) — кинофильм Вуди Аллена. По мнению ряда критиков, лучший фильм режиссёра.

## Сюжет
Главный герой, немолодой интеллигент, никак не может определиться со своими симпатиями, что закономерно приводит к проблемам с любимыми женщинами. Однако ещё более интересным оказывается тот фон, на котором всё это происходит — фон большого города, кипящего жизнью Манхэттена, фон интеллектуальной жизни, зачастую являющейся лишь проявлением безделья, некомпетентности и глупости интеллигенции, готовой вынести «приговор» любому произведению искусства, но зачастую не способной прочувствовать его.

## Факты о фильме
- Вуди Аллену так не понравился получившийся фильм, что он предложил боссам студии снять для них любой фильм бесплатно при условии, что они положат «Манхэттен» на полку[2]. Те отказались, а выпущенный фильм стал хитом как в прокате, так и у зрителей и критиков. Даже несмотря на то, что с годами он обрел культовый статус и всегда занимает одни из первых строчек в многочисленных списках лучших фильмов Вуди Аллена, традиционно самокритичный Аллен считает его своей худшей работой: «По сей день, когда я вспоминаю „Манхэттен“, я недоумеваю: и это все, на что я был тогда способен? Не понимаю, как мне вообще после него не перестали давать деньги на фильмы».
- По словам оператора Гордона Уиллиса, этот фильм — его лучшая работа.
- Персонаж юной девушки Трейси, с которой встречается зрелый главный герой, был списан с актрисы Кристины Энгельхардт, которая на тот момент в 16-лет была подругой сорокачетырёхлетнего Вуди Аллена[3]. В то же время  актриса Стейси Нелкин, которая встретила Аллена, когда ей было 16 лет, на съёмках «Энни Холл» и начала встречаться с ним в 17 лет,  учась в старшей школе, считает, что Трейси основана на ней[4][5].

## В ролях
- Вуди Аллен — Айзек Дэвис
- Дайан Китон — Мэри Уилки
- Майкл Мёрфи — Йейл Поллак
- Мэриел Хемингуэй — Трейси
- Мерил Стрип — Джилл Дэвис
- Энн Бирн — Эмили Поллак
- Карен Людвиг — Конни

## Награды и номинации
Фильм получил 13 наград и 17 номинаций, среди которых:
| Премия                                 | Категория                         | Номинант                               | Результат |
| -------------------------------------- | --------------------------------- | -------------------------------------- | --------- |
| «Оскар»                                | Лучшая женская роль второго плана | Мэриел Хемингуэй                       | Номинация |
| «Оскар»                                | Лучший оригинальный сценарий      | Вуди Аллен, Маршалл Брикман            | Номинация |
| «Золотой глобус»                       | Лучший фильм — драма              |                                        | Номинация |
| BAFTA                                  | Лучший фильм                      |                                        | Победа    |
| BAFTA                                  | Лучший режиссёр                   | Вуди Аллен                             | Номинация |
| BAFTA                                  | Лучшая мужская роль               | Вуди Аллен                             | Номинация |
| BAFTA                                  | Лучшая женская роль               | Дайан Китон                            | Номинация |
| BAFTA                                  | Лучшая женская роль второго плана | Мэриел Хемингуэй                       | Номинация |
| BAFTA                                  | Лучшая женская роль второго плана | Мерил Стрип                            | Номинация |
| BAFTA                                  | Лучший сценарий                   | Вуди Аллен, Маршалл Брикман            | Победа    |
| BAFTA                                  | Лучшая операторская работа        | Гордон Уиллис                          | Номинация |
| BAFTA                                  | Лучший монтаж                     | Сьюзан Морс                            | Номинация |
| BAFTA                                  | Лучший звук                       | Джеймс Сэйбат, Дэн Сэйбл, Джек Хиггинс | Номинация |
| Национальный совет кинокритиков США    | Лучший фильм                      |                                        | Победа    |
| Национальный совет кинокритиков США    | Лучшая женская роль второго плана | Мерил Стрип                            | Победа    |
| Национальный совет кинокритиков США    | Топ 10 лучших фильмов года        |                                        | Победа    |
| Национальное общество кинокритиков США | Лучший фильм                      |                                        | Номинация |
| Национальное общество кинокритиков США | Лучший режиссёр                   | Вуди Аллен                             | Победа    |
| Национальное общество кинокритиков США | Лучшая женская роль               | Дайан Китон                            | Номинация |
| Национальное общество кинокритиков США | Лучшая женская роль второго плана | Мерил Стрип                            | Победа    |
| Национальное общество кинокритиков США | Лучший сценарий                   | Вуди Аллен, Маршалл Брикман            | Номинация |
| Национальное общество кинокритиков США | Лучшая операторская работа        | Гордон Уиллис                          | Номинация |
| «Сезар»                                | Лучший иностранный фильм          | Вуди Аллен                             | Победа    |
| Премия Гильдии режиссёров США          | Лучший режиссёр                   | Вуди Аллен                             | Номинация |
| Премия Гильдии сценаристов США         | Лучшая оригинальная комедия       | Вуди Аллен, Маршалл Брикман            | Номинация |